# Contraddiction
Albums de Mass Hysteria
Live
(1998) De cercle en cercle
(2001)
Contraddiction est le 2e album studio du groupe de metal industriel français Mass Hysteria, sorti le 2 février 1999. C'est avec cet album que le groupe se fait connaître auprès du grand public. En 2018, soit 19 ans après la sortie de l'album, 50 000 exemplaires ont été vendus. Il est certifié disque d'or.

## Liste des morceaux
1. Contraddiction - 4:09
2. Zion - 4:30
3. Aimable à souhait - 4:15
4. Attracteurs étranges - 3:52
5. Finistère amer - 4:08
6. P4 - 2:24
7. Sur la brèche - 4:06
8. Furia - 3:45
9. Le dernier tango - 3:58
10. Osmos '99 - 3:12
11. Le plus juste effet - 4:23
12. Corazones olvidados - 13:06

## Crédits
- Mouss Kelai — chant
- Yann Heurtaux — guitare
- Erwan Disez — guitare
- Stéphan Jaquet — basse
- Raphaël Mercier — batterie
- Overload System — samples et programmes